# Olot (Hiszpania)

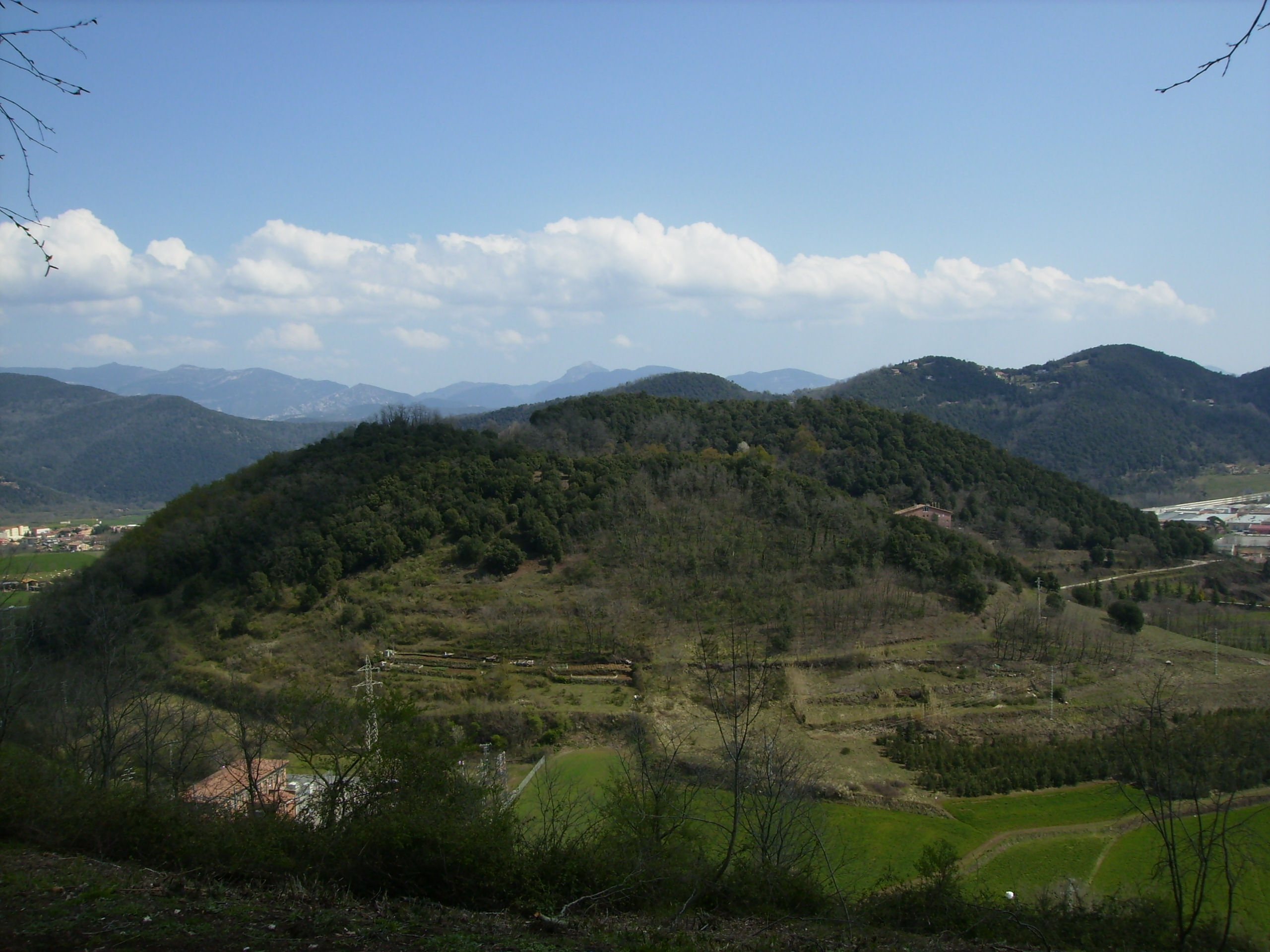
Jeden z wygasłych wulkanów niedaleko Olot

Olot – miejscowość i gmina hiszpańska w Katalonii, w prowincji Girona. Jest siedzibą władz comarki La Garrocha.
W skład gminy wchodzą trzy miejscowości, w tym miejscowość gminna o tej samej nazwie:
- Batet de la Serra – liczba ludności: 252
- Olot – 31 235
- Sant Cristòfol de les Fonts – 8519

| 1991   | 1996   | 2001   | 2004   |
| ------ | ------ | ------ | ------ |
| 26 713 | 27 482 | 28 060 | 30 306 |